# توآس
توآس (/tu:-ʌs/; کره‌ای: 투어스; لاتین‌نویسی اصلاح‌شده: Tueoseu; انگلیسی: TWS; به صورت «Two-Us» تلفظ می‌شود، مخفف «Twenty Four Seven With Us») گروه پسرانه اهل کره جنوبی است که توسط پلدیس انترتینمنت شکل گرفت. این گروه متشکل از شش عضو شین‌یو، دوهون، یونگ‌جه، هان‌جین، جی‌هون و کیونگ‌مین است و موسیقی خود را «پاپ پسرانه» که زندگی روزمره پسران را به تصویر می‌کشد، نامگذاری می‌کنند. گروه در ۲۲ ژوئیه ۲۰۲۴ با آلبوم چندآهنگه (ئی‌پی) آبی درخشان فعالیتش را آغاز کرد.

## اعضا
- شین‌یو (신유) – لیدر[۱]
- دوهون (도훈)
- یونگ‌جه (영재)
- هان‌جین (한진)
- جی‌هون (지훈)
- کیونگ‌مین (경민)

## ترانه‌شناسی

### آلبوم‌های چندآهنگه
| عنوان      | جزئیات                                                                                  | بالاترین جایگاه جدول | بالاترین جایگاه جدول | بالاترین جایگاه جدول | بالاترین جایگاه جدول | بالاترین جایگاه جدول | بالاترین جایگاه جدول | فروش                         | گواهی‌نامه‌ها        |
| عنوان      | جزئیات                                                                                  | KOR                  | JPN                  | JPN Hot              | US Sales             | US Heat.             | US World             | فروش                         | گواهی‌نامه‌ها        |
| ---------- | --------------------------------------------------------------------------------------- | -------------------- | -------------------- | -------------------- | -------------------- | -------------------- | -------------------- | ---------------------------- | ------------------ |
| آبی درخشان | - انتشار: ۲۲ ژانویه ۲۰۲۴ - ناشر: پلدیس، وای‌جی پلاس - فرمت: سی‌دی، دانلود دیجیتال، استریم | ۱                    | ۳                    | ۴                    | ۱۶                   | ۸                    | ۶                    | - KOR: 532,296 - JPN: 39,220 | - کی‌ام‌سی‌ای: پلاتین |
| سامر بیت!  | - انتشار: ۲۴ ژوئن ۲۰۲۴ - ناشر: پلدیس، وای‌جی پلاس - فرمت: سی‌دی، دانلود دیجیتال، استریم   | ۱                    | ۲                    | ۲                    | ۴۹                   | ۲۲                   | ۱۴                   | - KOR: 568,635 - JPN: 38,695 |                    |